# 杰尔马尼奥
杰尔马尼奥（義大利語：Germagno），是意大利韦尔巴诺-库西亚-奥索拉省的一个市镇。总面积2平方公里，人口198人，人口密度99.0人/平方公里（2009年）。ISTAT代码为103032。